# Araújo (futebolista)
Clemerson de Araújo Soares, mais conhecido apenas como Araújo (Caruaru, 8 de agosto de 1977), é um futebolista brasileiro que atua como atacante. Atualmente, joga no Porto de Caruaru.

## Carreira

### Início
Araújo começou a carreira nas categorias de base do Central de Caruaru tendo se transferido, ainda juvenil, para Porto de Caruaru. Em 1997, transferiu-se para o Goiás, onde se tornou profissional e ficou até 2003. Em 2004, foi jogar no Shimizu S-Pulse, do Japão. Em 2005, continuou atuando no Japão, desta vez no Gamba Osaka. Por este clube, em 2005 foi eleito o jogador com a melhor média de gols por partida (33 gols em 33 jogos) pela Federação Internacional de História e Estatística do Futebol (IFFHS).
No início de 2006, foi contratação pelo Cruzeiro e anunciado como a principal contratação do clube para a temporada. Entretanto, sofreu uma grave lesão que o deixou de fora dos gramados por oito meses. Isso impossibilitou-o de jogar nesse ano. Voltou em 2007 e, em 24 de junho, acabou o jejum de gols marcando dois contra o Atlético Mineiro, na vitória por 4 a 2.

### Fluminense
Em meados de julho de 2007, Araújo foi negociado com o Al-Gharafa, do Qatar, time pelo qual atuava até 2010. Em 2011 foi contratado pelo Fluminense. Fez um gol no campeonato carioca, em 21 de janeiro de 2012, contra o Friburguense.
Fez outro gol no dia 28 de janeiro, contra o Volta Redonda quando que seu time venceu por 3 a 0. Marcou de novou contra o Volta Redonda, pela Taça Luiz Penido no dia 29 de abril.

### Náutico
Em Maio de 2012, é anunciado por empréstimo ao Náutico, para a disputa da temporada. Logo na sua estreia, Araújo marcou um gol de pênalti contra o Figueirense, onde o Náutico perdeu de 2x1. Foi um dos jogadores mais importantes do time pernambucano durante a disputa do Campeonato Brasileiro, terminando em 12º lugar. No última rodada, marcou o gol da vitória sobre o Sport, fazendo com que o rival do Timbu fosse rebaixado para a Série B.

### Atlético Mineiro
No dia 14 de janeiro de 2013, Araújo foi anunciado como novo reforço do Atlético Mineiro. O jogador, que trabalhou com o técnico Cuca no Goiás em 2003, assinou contrato de um ano com o clube. Na sua apresentação ao clube, apesar dos 35 anos, o atacante afirmou não ter perdido o fôlego e que, na busca por títulos, está na expectativa de disputar mais uma Libertadores. Fez um gol na Reinauguração do Mineirão em 3 de fevereiro, contra o Cruzeiro jogo válido pela terceira rodada do campeonato mineiro. Os dirigentes do Atlético Mineiro negociam com o Goiás sua ida para o clube goiano após perder a vaga no time titular.

### Retorno ao Central
Sem muitas oportunidades no Goiás, Araújo rescindiu seu contrato e retornou ao Central até Junho de 2016.Esta será sua segunda passagem pelo clube pernambucano, no qual foi juvenil e logo depois se transferiu para o Porto onde foi revelado e se  destacou para o futebol brasileiro, atualmente vem sendo o artilheiro do campeonato com 3 gols em 5 partidas.

### Las Vegas United
Após pendurar as chuteiras no segundo semestre de 2016, Araújo acertou com o Las Vegas United.

### Sete de Setembro
Após chegar a anunciar sua ida para o futebol americano, o atacante Araújo, de 40 anos, foi confirmado como novo reforço do Sete de Setembro, de Garanhuns, clube que disputa a Série A2 do Pernambucano.

## Títulos
Goiás
- Campeonato Goiano: 1998, 1999, 2000, 2002 e 2003
- Campeonato Brasileiro - Série B: 1999
- Copa Centro-Oeste: 2000, 2001 e 2002

Gamba Osaka
- Campeonato Japonês: 2005

Cruzeiro
- Campeonato Mineiro: 2006

Al-Gharafa
- Liga do Qatar: 2007/08, 2008/09, 2009/10
- Copa Emir: 2009/10
- Copa Príncipe do Qatar: 2008/09
- Copa da Coroa do Príncipe: 2009/10

Fluminense
- Campeonato Carioca: 2012

Atlético Mineiro
- Campeonato Mineiro: 2013
- Copa Libertadores da América: 2013

### Prêmios Individuais
- Maior artilheiro do mundo em 2005 com 33 gols em 33 jogos pela IFFHS.
- Melhor jogador da J League: 2005
- Artilheiro da J League: 2005
- Seleção do campeonato da J League: 2005
- Jogador do ano do Futebol Japonês: 2005
- Artilheiro do Campeonato Mineiro: 2007 - (11 gols)
- Artilheiro da Liga do Qatar: 2007-08
- Melhor jogador da Liga do Qatar: 2009
- Artilheiro do Troféu Luiz Penido com 1 gol: 2012
- Artilheiro do Campeonato Goiano: 2014 - (9 gols)
- Melhor Jogador Pernambucano do século XXI[carece de fontes?]